# 长乐玫瑰山庄

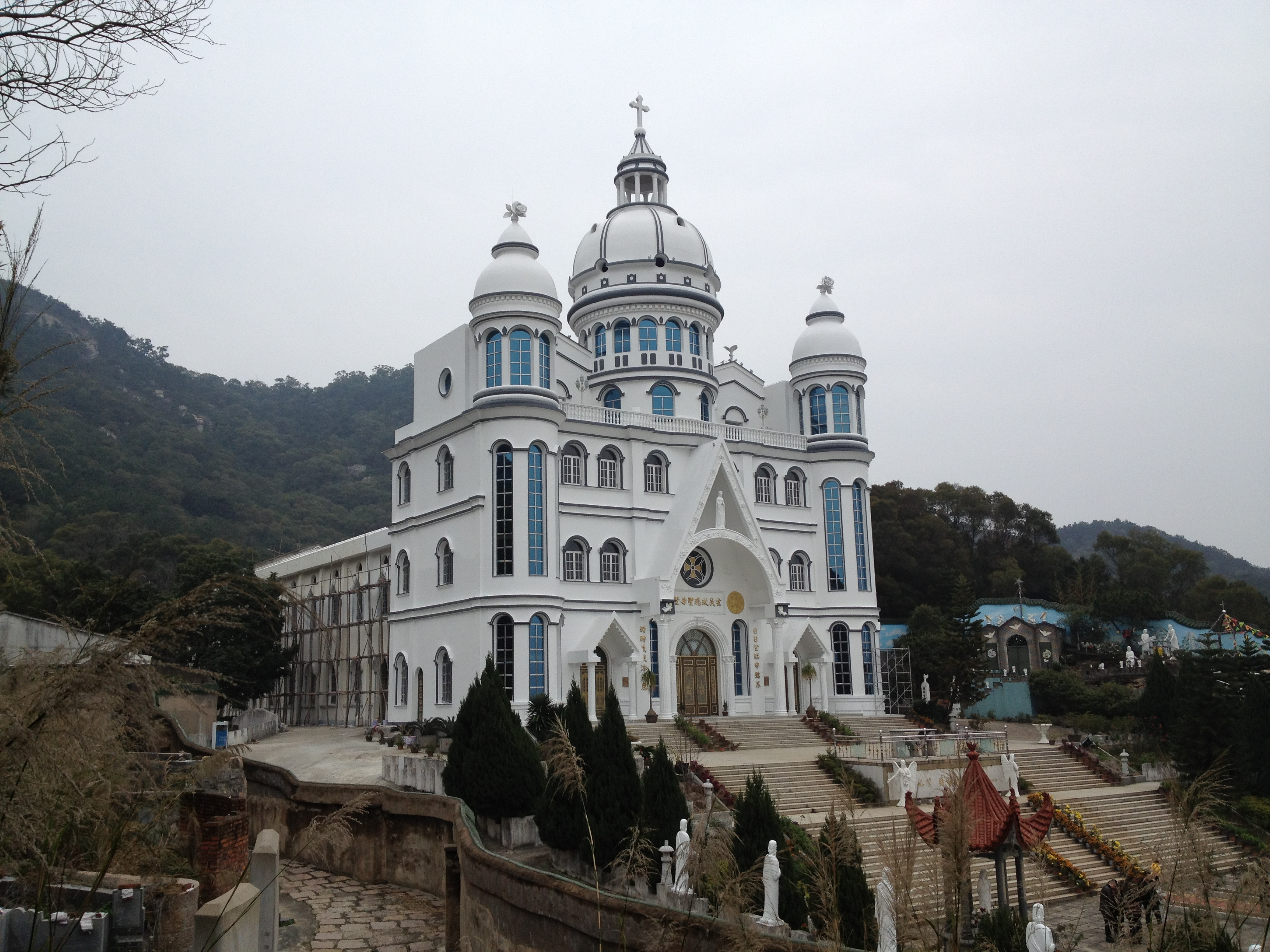
长乐玫瑰山庄

长乐玫瑰山庄是天主教福州教区的朝圣地，位于福州教区首任国籍主教郑长诚的家乡福建省福州市长乐区古槐镇龙田村。
1993年，80岁的郑长诚主教退休回乡，承包了村后的五亩荒山（董奉山），平整土地，陆续建成玄义圣母塑像、圣若瑟大堂、钦一斋、儒略书屋、趣园、仰止园等规模宏大的宗教建筑群。每年来此朝圣的天主教徒有1万多人。山庄面对台湾海峡，可俯瞰福州長樂國際機場和松下港，视野开阔壮观，加之精心栽培花草树木，因此也是一处不错的观光地。